# Jessica Kürten
Jessica Kürten (Cullybackey, 24 de noviembre de 1969) es una jinete irlandesa que compitió en la modalidad de salto ecuestre.
Ganó una medalla de oro en el Campeonato Europeo de Saltos Ecuestres de 2001, en la prueba por equipos. Participó en dos Juegos Olímpicos de Verano, en los años 1996 y 2004, ocupando el octavo lugar en Atlanta 1996, en la misma prueba.

## Palmarés internacional
| Campeonato Europeo | Campeonato Europeo    | Campeonato Europeo | Campeonato Europeo |
| Año                | Lugar                 | Medalla            | Categoría          |
| ------------------ | --------------------- | ------------------ | ------------------ |
| 2001               | Arnhem (Países Bajos) | Medalla de oro     | Por equipos        |